# نشأة بن لادن
نشأة بن لادن: زوجة وابن أسامة يأخدانا إلى داخل عالمهما السري (بالإنجليزية:Growing Up bin Laden: Osama's Wife and Son Take Us Inside Their Secret World) هو كتاب سيرة أمريكي من تأليف جين ساسون، صدر عام 2009 يستند محتواه للمقابلات التي أجريت مع زوجة وابن أسامة بن لادن. 